# Cultura de Burkina Faso
Existen dos elementos característicos de la cultura de Burkina Faso, sus máscaras indígenas y su danza. Las máscaras se utilizan en la región del Sahel occidental y están hechas para ritos de sacrificios para los dioses y espíritus animales en las pequeñas localidades que componen el país. La danza, por otra parte, se emplea para evocar los deseos de la población para obtener la bendición de los espíritus.

## Literatura
La literatura en Burkina Faso se basa en la tradición oral, fundamental aún hoy día. En 1934, durante la ocupación francesa, Dim-Dolobsom Ouedraogo publicó sus Maximes, pensées et devinettes mossi (Máximas, pensamientos y enigmas del pueblo Mossi), una recopilación de historia oral del pueblo Mossi. La tradición oral continúa teniendo influencia en los escritores locales tras la independencia en 1960. Algunos autores destacados son Nazi Boni y Roger Nikiema. Los años 1960 vieron crecer el número de escritores que publicaban. Desde la década de 1970, la literatura se ha desarrollado con aún más escritores que ven publicadas sus obras.

## Teatro
El teatro de Burkina Faso combina las puestas en escena tradicionales con influencias coloniales y esfuerzos post-coloniales de educación de la población rural para crear su propio estilo teatral, sin influencia externa. Las ceremonias rituales tradicionales de muchos grupos étnicos incluyen el baile con máscaras.
El teatro de tipo occidental, principalmente francés se volvió común durante la época colonial; con la independencia, aparece un estilo inspirado en el Teatro fórum o Teatro del oprimido, que animaba a la educación y entretenimiento de la población rural de Burkina Faso.

## Cocina
La cocina es la típica de África occidental, basada en
alimentos básicos como sorgo, mijo, arroz, maíz, cacahuete, patata, fréjol, ñame y  gombo.

## Arte y cine

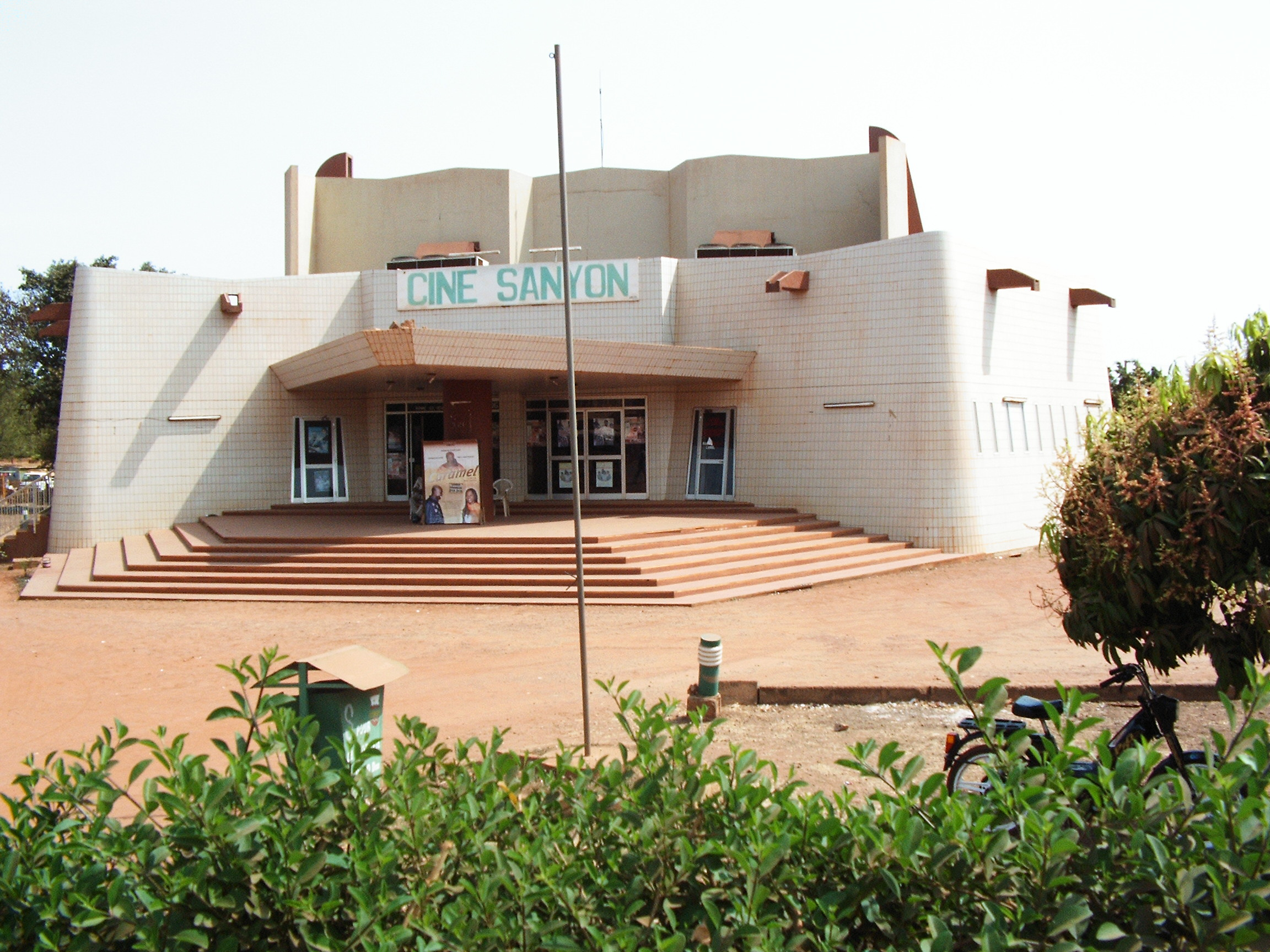
Cine Sanyon en Bobo-Dioulasso

El Teatro Popular, en Uagadugú, es el centro de eventos sociales y culturales del país. La capital es el lugar común del cine africano (African cinema) y acoge el festival anual de cine panafricano (FESPACO).
Destaca también el área de Laongo, entorno granítico donde artistas de todo el mundo esculpen en la roca. Idrissa Ouedraogo, probablemente el director africano más comercial es originario de Burkina Faso.

## Festividades
| Fecha           | Festividad                              |
| --------------- | --------------------------------------- |
| 3 de enero      | Aniversario del golpe de Estado de 1966 |
| 4 de agosto     | Día de la Revolución                    |
| 5 de agosto     | Día de la independencia                 |
| 15 de octubre   | Aniversario del golpe de Estado de 1987 |
| 11 de diciembre | Proclamación de la República            |